# Свідоцтво про шлюб

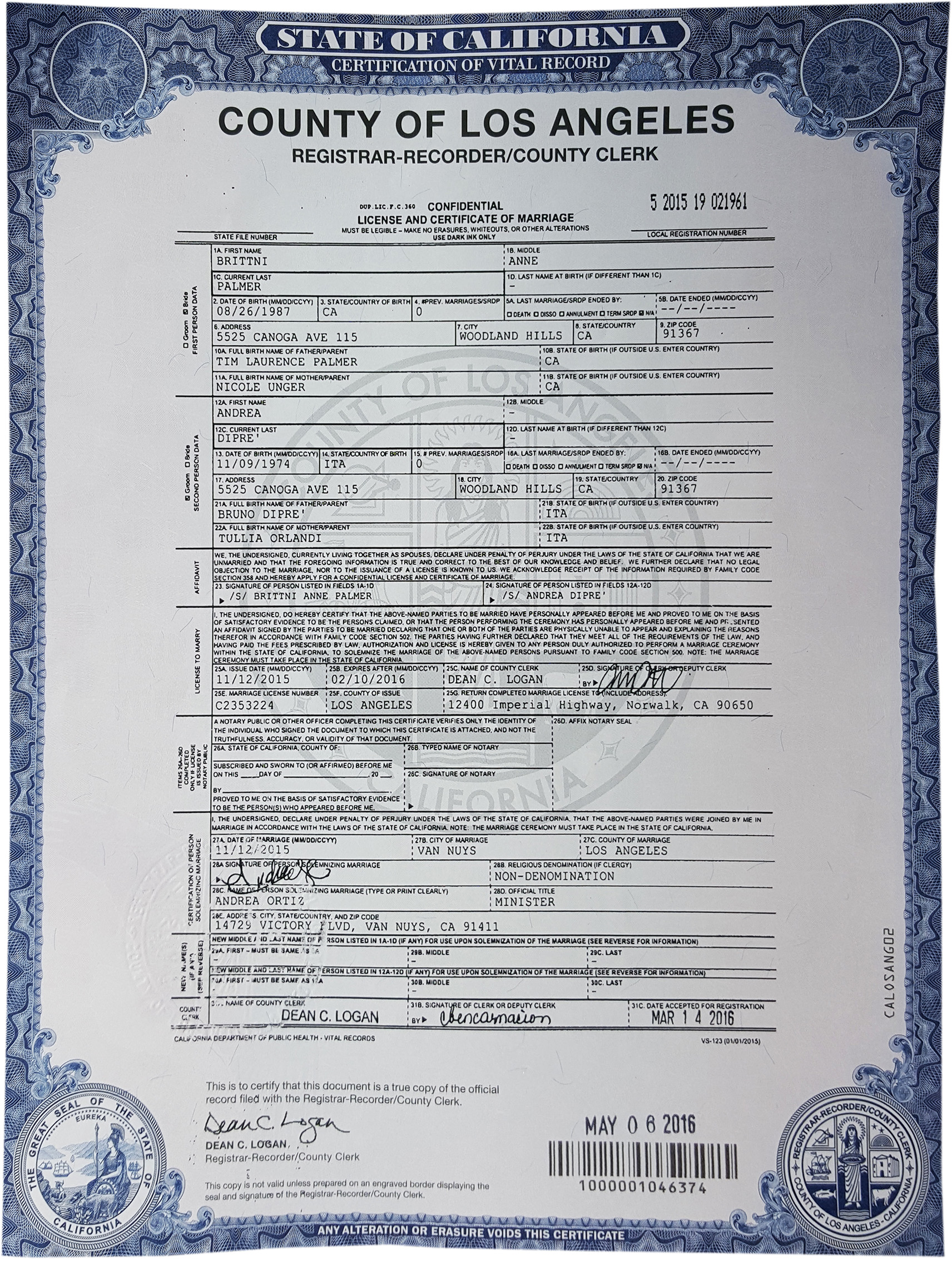
Свідоцтво про шлюб, США

Свідоцтво про укладення шлюбу — офіційний документ, який підтверджує, що дві людини перебувають у шлюбі. У більшості законодавств свідоцтво про укладення шлюбу видається державними службовцями тільки після реєстрації запису акту цивільного стану.

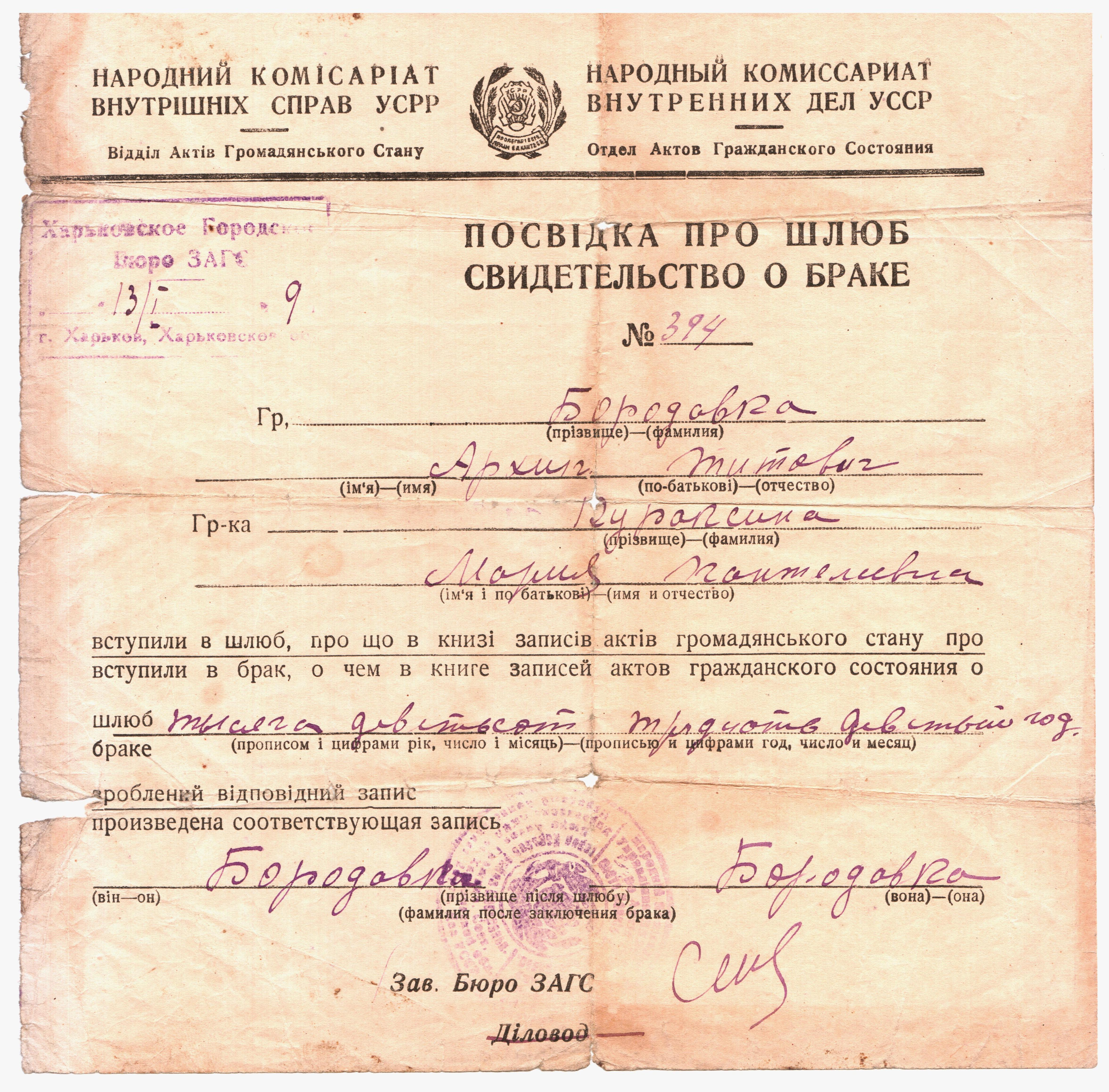
Свідоцтво про шлюб, СРСР

В деяких країнах, особливо в Сполучених Штатах, свідоцтво про укладення шлюбу є офіційним документом про те, що дві людини пройшли церемонію одруження, включаючи ті країни, де не існує дозволу на шлюб. В інших країнах свідоцтво про укладення шлюбу слугує для надання дозволу на шлюб, а потім підтвердження того ж документу, запису факту того, що шлюб укладений.
Свідоцтво про укладення шлюбу може знадобитися наприклад, у якості доказу зміни імені однієї із сторін, під час шлюборозлучного процесу, як частина генеалогічної історії та інших цілей.